# Печера «Пісочниця»
Пече́ра «Пісо́чниця» — карстово-спелеологічна пам'ятка природи місцевого значення в Україні. Розташована в межах Юрковецької сільської громади Чернівецького району Чернівецької області, на північ від села Ржавинці.
Площа 1 га. Статус присвоєно згідно з рішенням облвиконкому від 17.10.1984 року. Перебуває у віданні: Ржавинецька сільська рада.
Статус присвоєно для збереження рідкісного ерозійного типу печери.